# 南富山駅
南富山駅（みなみとやまえき）は、富山県富山市大町にある富山地方鉄道の駅。隣接して富山軌道線の車庫である南富山車両区や、富山地鉄の運転研修センターなどが設置されている。
本項では富山軌道線の駅である南富山駅前停留場についても記述する。駅番号は南富山駅はT61、南富山駅前電停はC01である。

## 利用可能な鉄道路線
- 南富山駅
  - ■不二越線
  - ■上滝線
- 南富山駅前停留場
  - 富山軌道線（本線）

## 歴史
- 1914年（大正3年）12月6日：富山軽便鉄道堀川新駅開業[1][4][5]。
- 1915年（大正4年）
  - 3月13日：富山電気軌道堀川新駅前駅開業[3][6][7]。
  - 10月24日：富山軽便鉄道が富山鉄道に改称[5]。
- 1920年（大正9年）7月1日：富山電気軌道が市営化。富山市営軌道に移管[7]。
- 1921年（大正10年）
  - 3月30日：富山県営鉄道が新設予定の駅名を堀川新駅から南富山駅に変更[8]。
  - 4月25日：富山県営鉄道南富山駅開業[9]。堀川新駅に隣接していたが両社は別々の駅名を名乗った[10]。
- 1927年（昭和2年）5月19日：富山県営鉄道線が600 V電化。6月10日より電車運転開始[8]。
- 1933年（昭和8年）4月20日：富山鉄道堀川新駅 - 笹津駅間廃止[5][11][12]。富山駅 - 堀川新駅間は富南鉄道に譲渡[13][5]。
- 1937年（昭和12年）6月20日：富山県営鉄道線の電圧を1500 Vに昇圧[8]。
- 1941年（昭和16年）12月1日：富南鉄道が富山電気鉄道に路線を譲渡[5]。富山電鉄富南線となる[14]。
- 1943年（昭和18年）
  - 1月1日：陸上交通事業調整法により富山地方鉄道発足（富山電気鉄道が母体）。富山市営軌道、富山県営鉄道は路線を同社に譲渡[7][8]。富山県営鉄道線、富山電鉄富南線を立山線とする[14]。
  - 6月11日：堀川新駅を南富山駅に改称[15]。富山軌道線の堀川新駅前駅を南富山駅前駅に改称[16]。
  - 6月20日：南富山駅 - 稲荷町駅間が電化される[6][15]。
- 1945年（昭和20年）8月2日：富山大空襲により富山軌道線全線休止[17]。
- 1946年（昭和21年）1月14日：富山軌道線本線（南富山駅前 - 富山駅前間）運転再開[15]。
- 1950年（昭和25年）
  - 9月1日：笹津線が富山地方鉄道により、大久保町駅まで営業再開[18]。
  - 10月30日：駅舎改築[18]。
- 1960年（昭和35年）3月20日：南小泉停留場 - 南富山駅前駅間複線化[18]。
- 1967年（昭和42年）
  - 6月：現駅舎着工[19]
  - 12月30日：堀川車庫新設[20]。
- 1968年（昭和43年）3月31日：駅舎新築および軌道部総合ビル竣工[20]。
- 1969年（昭和44年）4月1日：路線名変更により稲荷町駅 - 南富山駅間が不二越線、南富山駅 - 岩峅寺駅間が上滝線となる[21][22]。
- 1970年（昭和45年）7月1日：貨物営業を廃止[23]。
- 1975年（昭和50年）4月1日：笹津線廃止[20]。
- 1989年（平成元年）10月23日：CTC更新[24]。

## 駅構造
駅員配置駅（終日）で、駅舎1階の一部と2階に南富山運転区、3階に運転研修センターが入居している。また、屋上には踏切警報機が設置されている。
不二越線・上滝線は、島式ホーム1面2線の地上駅。不二越線の終着駅・上滝線の起点駅（境界駅）であるが、両線で全列車が相互直通運転を行っている。
富山軌道線は、相対式ホーム2面2線の地上駅で、乗車専用ホーム部分は単線。乗車ホーム手前の複線部分に単車3両分が停車可能な降車専用ホームを設けている。
乗車専用ホーム終端から南富山車両区までさらに線路が続いている。この線路は駅舎と不二越線・上滝線ホームの間の利用者用通路を横切っており、ここの構内踏切は通路側だけでなく線路側にも遮断機が設けられた珍しい構造になっている。
富山軌道線の線路と不二越線・上滝線の線路は、当駅にて南富山車両区に通じる線路が接続されている。

### のりば
| のりば                    | 路線                   | 方向         | 行先             |
| 鉄道線のりば              | 鉄道線のりば           | 鉄道線のりば | 鉄道線のりば     |
| ------------------------- | ---------------------- | ------------ | ---------------- |
| 1                         | ■不二越・上滝線        | 下り         | 電鉄富山方面     |
| 2                         | ■不二越・上滝線        | 上り         | 上滝・岩峅寺方面 |
| 市内電車のりば 富山駅方面 |                        |              |                  |
| 駅舎側                    | ■1系統                 | 上り         | 富山駅ゆき       |
| 駅舎側                    | ■2系統                 | 上り         | 富山大学前ゆき   |
| 駅舎側                    | ■4系統                 | 上り         | 岩瀬浜ゆき       |
| 反対側                    | ■1系統・■2系統・■4系統 | -            | 降車専用         |

- 上記のホーム間に1975年（昭和50年）3月31まで笹津線のホーム（2面1線）が存在していた。

### 南富山車両区
富山軌道線の車両が所属し、日常検査を行う。1967年（昭和42年）に千歳町車庫が現在地近くに移転して開設されたもので、移転・開設当初は堀川車庫と称した。その後、1980年代に入り、富山市の都市計画に支障するため1985年（昭和60年）3月に現在の場所に新築移転したものである。1985年の移転以前は工場機能も有していたが、この移転時に規模が縮小されて検車専門となり、工場機能は鉄道線の稲荷町車両基地に統合された。
なお、富山地方鉄道発足当時、富山軌道線の車庫は現在の地鉄ビル前停留場の近くにあり、桜町車庫と称していた。この車庫が1951年（昭和26年）に移転して千歳町車庫となった。さらに1967年（昭和42年）に再度移転して堀川車庫となり、1985年（昭和60年）には南富山車両区となった。現在の正式名称は「稲荷町テクニカルセンター南富山車庫」である。

## 利用状況
「富山県統計年鑑」および「富山市統計書」によると、2019年度の1日平均乗車人員は618人である。
近年の1日平均乗降人員と乗車人員推移は以下の通りである。
| 年度   | 1日平均 乗降人員 | 1日平均 乗車人員 |
| ------ | ---------------- | ---------------- |
| 1995年 | 1,782            |                  |
| 1996年 | 1,680            |                  |
| 1997年 | 1,456            |                  |
| 1998年 | 1,343            |                  |
| 1999年 | 1,236            |                  |
| 2000年 | 1,188            |                  |
| 2001年 | 1,136            | 554              |
| 2002年 | 1,150            | 565              |
| 2003年 | 1,086            | 533              |
| 2004年 | 1,058            | 523              |
| 2005年 | 1,115            | 559              |
| 2006年 | 1,145            | 580              |
| 2007年 | 1,111            | 547              |
| 2008年 | 1,099            | 539              |
| 2009年 | 1,086            | 528              |
| 2010年 | 1,117            | 540              |
| 2011年 | 1,155            | 559              |
| 2012年 | 1,179            | 570              |
| 2013年 | 1,169            | 548              |
| 2014年 | 1,240            | 630              |
| 2015年 | 1,346            | 673              |
| 2016年 | 1,315            | 643              |
| 2017年 | 1,345            | 675              |
| 2018年 | 1,292            | 634              |
| 2019年 | 1,276            | 618              |
| 2020年 | 1,089            | 536              |
| 2021年 | 1,194            | 583              |
| 2022年 | 881              | 418              |

## 駅周辺
- 富山県立富山高等学校
- 富山県立富山いずみ高等学校
- 富山市立堀川中学校
- ドン・キホーテ 富山店

## 隣の駅
富山地方鉄道
■不二越・上滝線
大泉駅 (T60)（不二越線） - 南富山駅 (T61) - 朝菜町駅 (T62)（上滝線）
富山軌道線（本線）
南富山駅前駅 (C01) - 大町停留場 (C02)
笹津線（廃線）
南富山駅 - 日本繊維前駅